# Super Black Bass Advance
Super Black Bass Advance, titré American Bass Challenge en Amérique du Nord, est un jeu vidéo de pêche développé et édité par Starfish, sorti en 2001 sur Game Boy Advance.

## Accueil
- GameSpot : 6,1/10[1]
- IGN : 8/10[2]